# Lazarus W. Powell
Lazarus W. Powell (Henderson megye, 1812. október 6. – Henderson megye, 1867. július 3. vagy 1867. január 3.) az Amerikai Egyesült Államok szenátora (Kentucky, 1859–1865).